# SS Kopernik
SS Kopernik – prom kolejowy otrzymany w ramach podziału poniemieckiej zdobyczy wojennej. Jeden z pierwszych polskich promów morskich.
Pierwotnie niemiecki prom pasażersko-kolejowy zbudowany w 1903 w stoczni „F. Schichau” w Elblągu, pływał jako Mecklenburg (1903–1945).
Po II wojnie światowej został przejęty przez Związek Radziecki, otrzymał nazwę Turgieniew (Тургенев) i służył do repatriacji Polaków do kraju z terenu Niemiec, którzy m.in. znaleźli się tam na robotach przymusowych.
W roku 1947 przekazany Polsce i skierowany do remontu, który trwał do maja 1950, i w trakcie którego między innymi w miejsce dwóch „rurkowych” kominów otrzymał jeden o obłym kształcie. Po jego zakończeniu wszedł do służby jako Waza, a następnie Kruszewski. W 1953 nastąpiła krótka zmiana nazwy na Kopernik. W tym czasie eksploatowany był na linii Świnoujście – Trelleborg do przewozu wagonów z węglem z Polski do Szwecji. W 1953, po zamknięciu tego połączenia, pod nazwą Kolejarz, jako hulk-świetlica służył kolejarzom PKP w porcie gdyńskim.
W latach 1955–1956 okręt Polskiej Marynarki Wojennej i wykorzystywany w niej jako hulk mieszkalny w porcie wojennym na Oksywiu. Od 1956 do 1958 wykorzystywany był jako pływająca kotłownia c.o. w Gdańskiej Stoczni Remontowej.
Został pocięty na złom w 1958.